# Epidendrum peperomia
Epidendrum peperomia är en orkidéart som beskrevs av Heinrich Gustav Reichenbach. Epidendrum peperomia ingår i släktet Epidendrum och familjen orkidéer. Inga underarter finns listade i Catalogue of Life.

## Bildgalleri

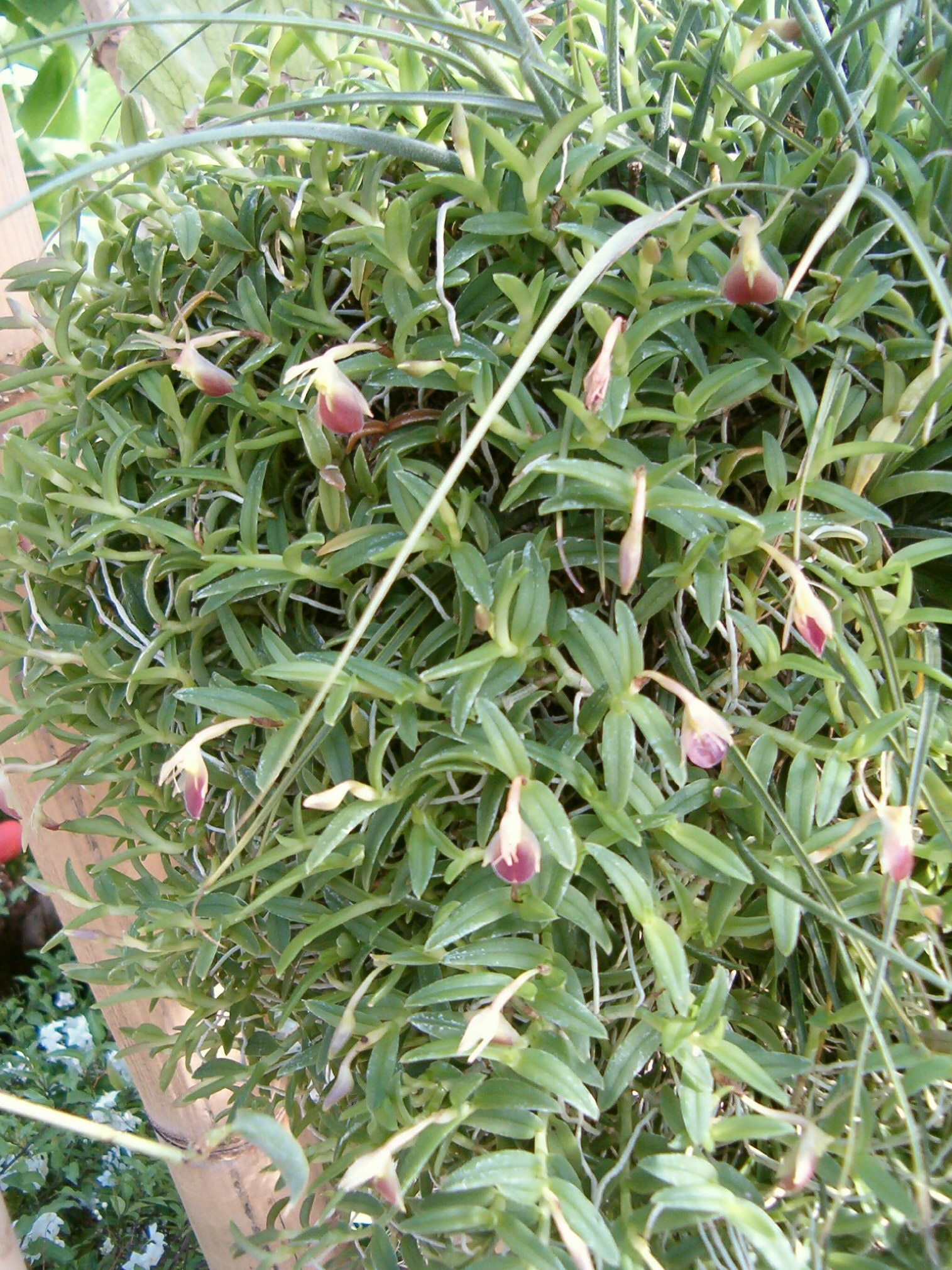
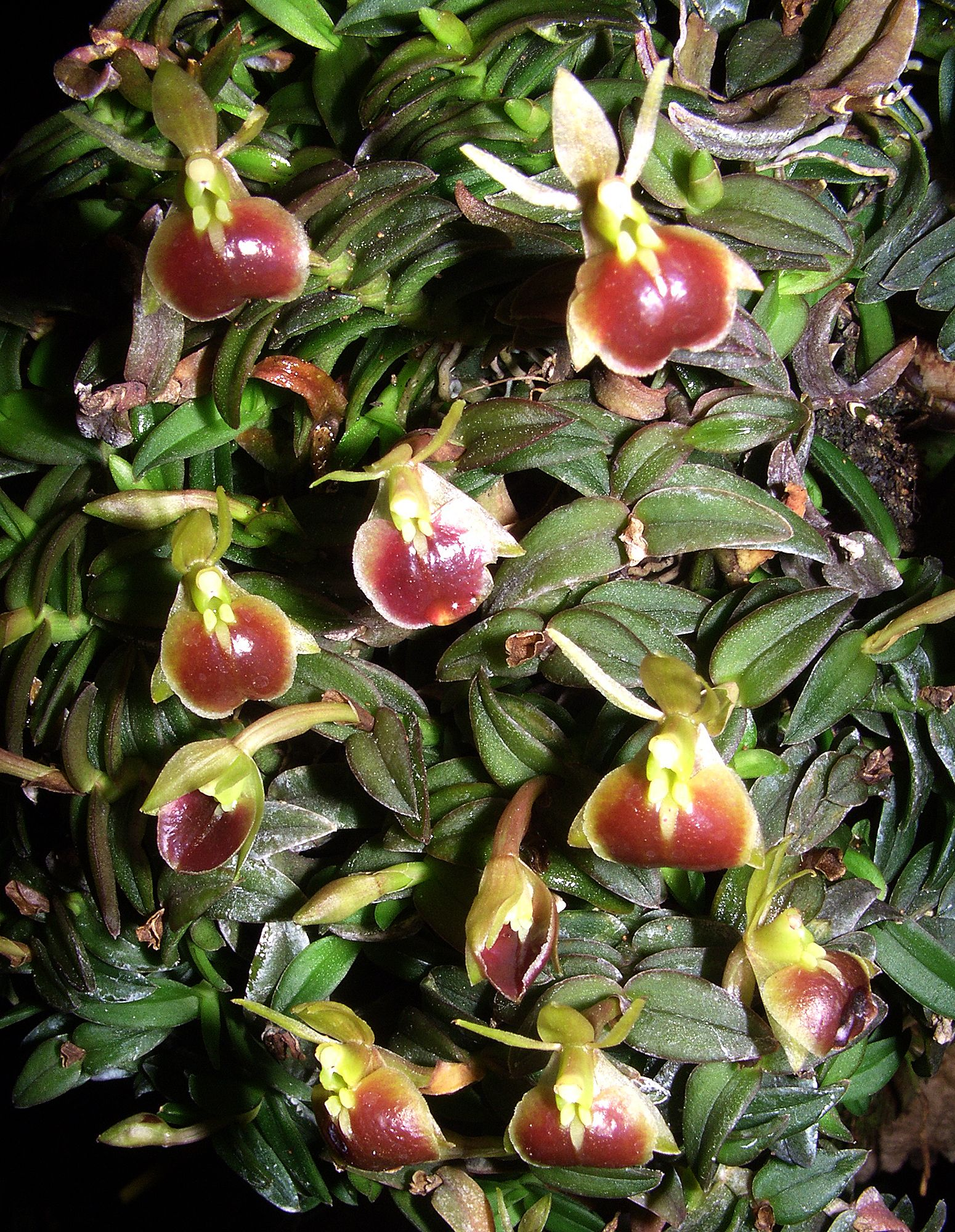
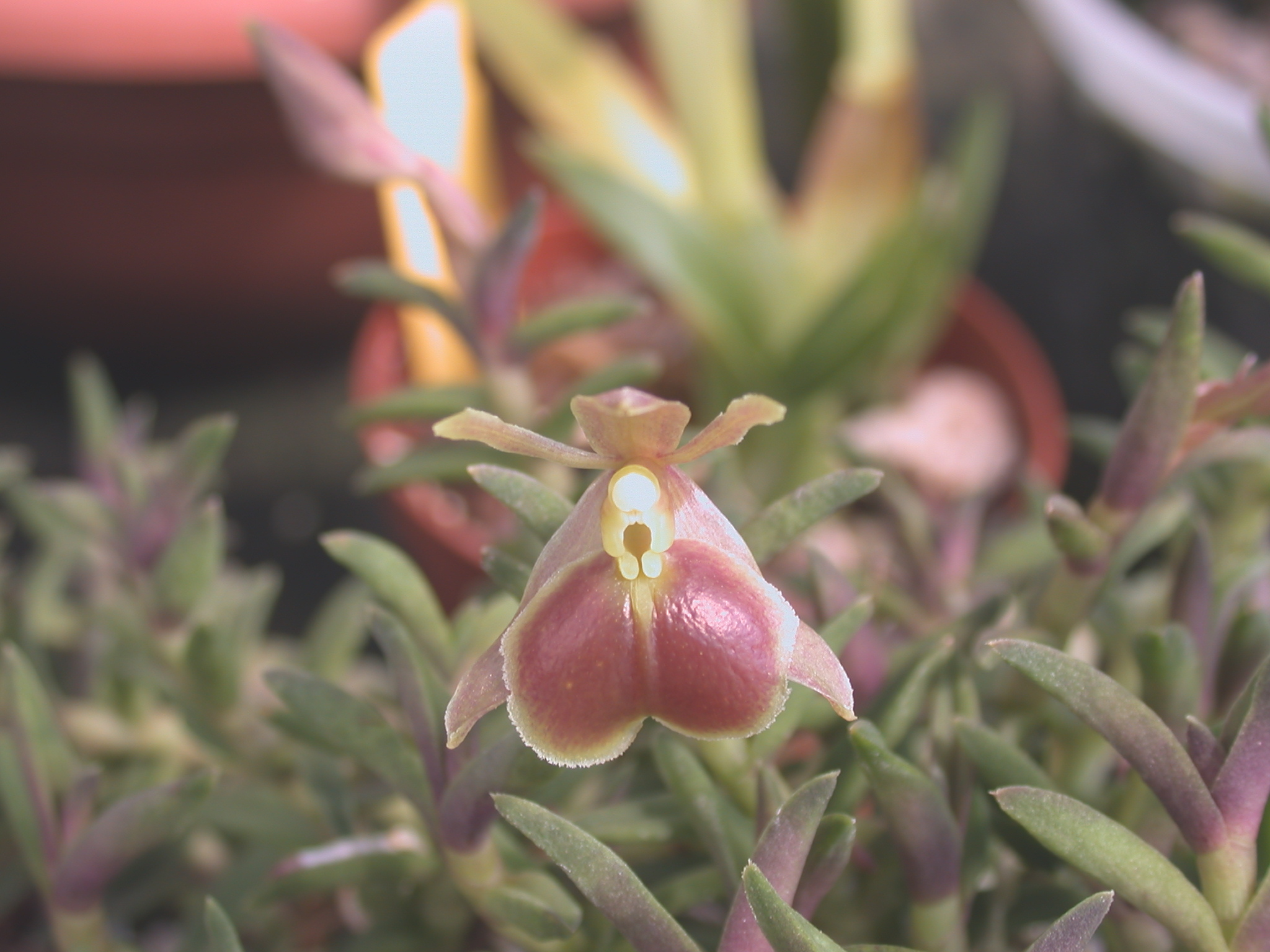
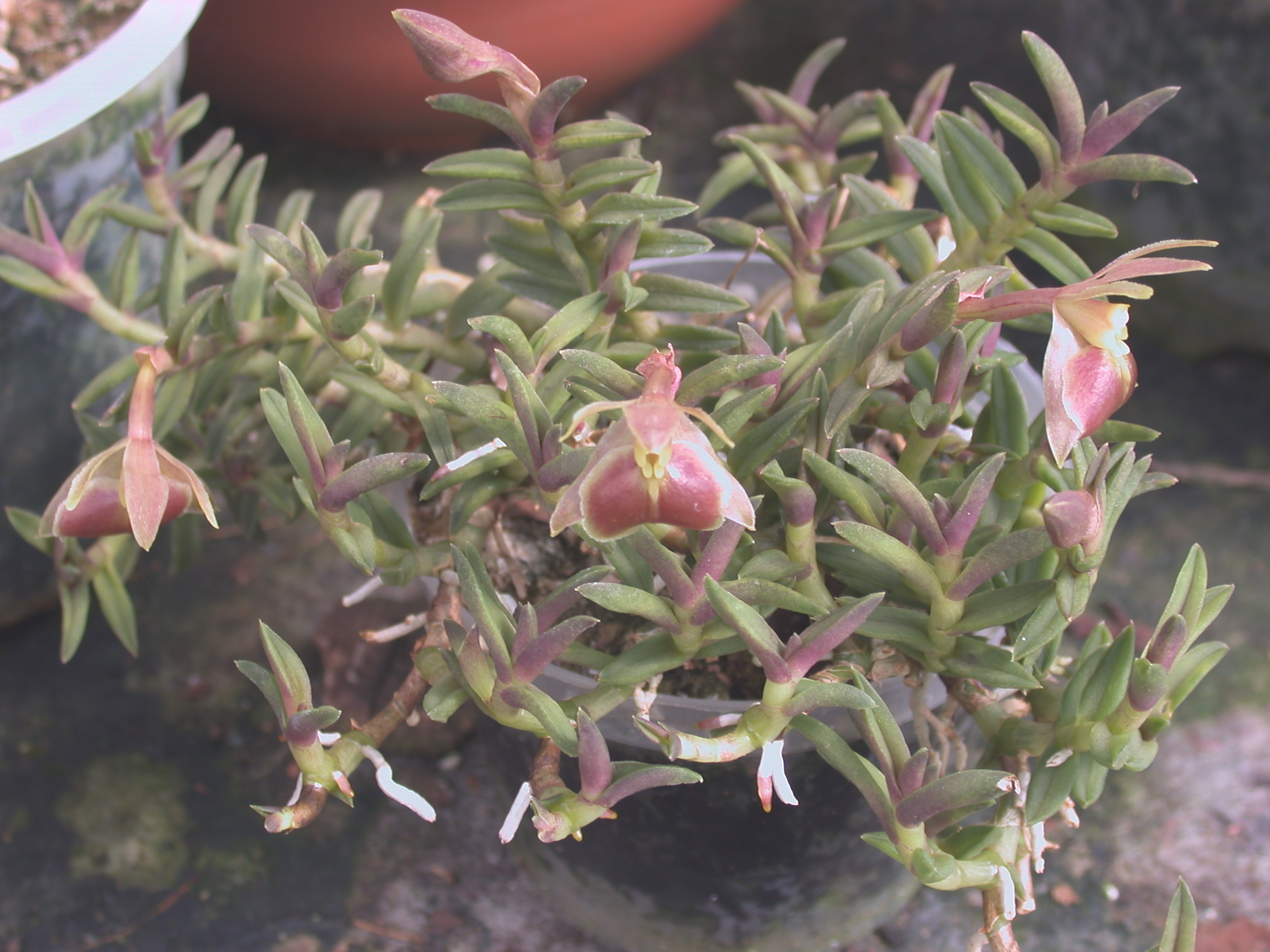